# Pression électrostatique
La pression électrostatique est la pression subie par la surface d'un conducteur électrique chargé. Elle s'exerce perpendiculairement à la surface du conducteur, de l'intérieur vers l'extérieur. Elle tend ainsi à arracher les charges qui sont retenues sur le conducteur, et peut donc être considérée comme à l'origine du phénomène d'émission par effet de champ.

## Expression
La pression électrostatique s'écrit
| {\displaystyle P_{e}={\frac {\sigma ^{2}}{2\varepsilon _{0}}}} |

où {\displaystyle \sigma } est la densité surfacique de charge et {\displaystyle \varepsilon _{0}} la permittivité diélectrique du vide,.

## Démonstration
Il vient, à partir de l'expression de la force de Lorentz : {\displaystyle P_{e}=\sigma {\vec {E}}\cdot {\vec {n}}}, où n est le vecteur normal sortant.

Par ailleurs, on montre que le champ créé par les charges en surface du conducteur s'écrit : {\displaystyle {\vec {E}}={\frac {\sigma }{2\varepsilon _{0}}}{\vec {n}}}.
Finalement, on a donc : {\displaystyle P_{e}=\sigma \left({\frac {\sigma }{2\varepsilon _{0}}}{\vec {n}}\right)\cdot {\vec {n}}={\frac {\sigma ^{2}}{2\varepsilon _{0}}}}